# Carmen Berenguer
Pour les articles homonymes, voir Berenguer.
Carmen Berenguer, née à Santiago le 9 septembre 1946 et morte dans cette même ville le 16 mai 2024, est une poétesse, artiste audiovisuelle et chroniqueuse chilienne.
La poésie de Carmen Berenguer a été compilée pour diverses anthologies[évasif].

## Biographie
Carmen Berenguer a été l'éditrice des publications Hoja X Ojo, 1984 et Al Margen, 1986. 
Elle meurt le 16 mai 2024, après avoir été hospitalisée en raison de complications liées à une maladie respiratoire.

## Collaborations
- Congrès de Littérature Féminine, organisatrice, Chile, 1987.
- Festival International de Poésie avec La reconstrucción del tiempo, organisé par Sergio Badilla Castillo et Sun Axelsson, Stockholm, 1989.
- Delito y Traición, documentaire, Congrès national (Chili), 2003.

## Prix
- Prix Pablo Neruda (es), 2008[2]

## Œuvres
- Bobby Sands desfallece en el muro (1983)
- Huellas de siglo (1986)
- A media asta (1988)
- Sayal de pieles (1993)
- Naciste pintada (1999)
- La gran hablada (2002)
- Chiiit, son las ventajas de la escritura, (2008)
- Mama Marx, (2009)
- Maravillas pulgares, (2009)
- Maravillas pulgares, (2012)
- Venid a verme ahora, (2012)